# Спорт у Росії
Спорт у Росі́ї — один з найпопулярніших у росіян видів діяльності. Спортом займаються професійно та на дозвіллі. Аматорський спорт тісно пов'язаний з поняттям фізкультури.
Обидва напрямки в Росії розвиваються і пропагуються, але не так активно, як вимагається для прогресу і сучасних досягнень. Багато російських дітей відвідують різного роду спортивні секції. Проводяться масові спортивні змагання, наприклад, «Крос націй» і «Лижня Росії». Серед жителів селищ і сіл проводяться літні та зимові сільські спортивні ігри, що є аналогом спартакіад колишнього СРСР. І все це відбувається як правило в столицях, обласних центрах і рідше в районах, а про дітей з сіл та колгоспів забули вже давно. Хоча добра половина радянських спортсменів вийшла із сільських хлопчиків і дівчаток, які згодом стали чемпіонами СРСР, Європи, Світу. Які багато разів радували нас медалями Олімпійських ігор різного ґатунку.
Багато російських спортивних шкіл є провідними в світі, про що свідчать високі досягнення на найпрестижніших спортивних змаганнях, таких як Олімпійські ігри, чемпіонати світу та Європи з різних видів спорту. Багато російських спортсменів є світовими спортивними «зірками».
Регулюванням спортивної сфери в РФ займається Федеральне агентство по фізичній культурі та спорту Росії (Росспорт).
Також в Росії розвинені традиції співпереживання учасникам спортивних змагань. Найбільш популярними серед уболівальників є командні та індивідуальні зимові та літні види спорту, такі як фігурне катання, синхронне плавання, футбол, хокей, баскетбол,  біатлон, лижні перегони, легка атлетика, плавання, теніс та інші.
За даними на 2008 рік, в Росії було 2687 стадіонів з трибунами на 1500 місць і більше, 3762 плавальних басейни, 123,2 тис. площинних спортивних споруд. У 2008 році чисельність тих, що займалися в спортивних секціях і групах становила 22,6 млн осіб, у тому числі 8100000 жінок.
У 2011 році на XXV Всесвітній зимовій Універсіаді збірна Росії зайняла перше місце в загальнокомандному заліку.

## Правові основи

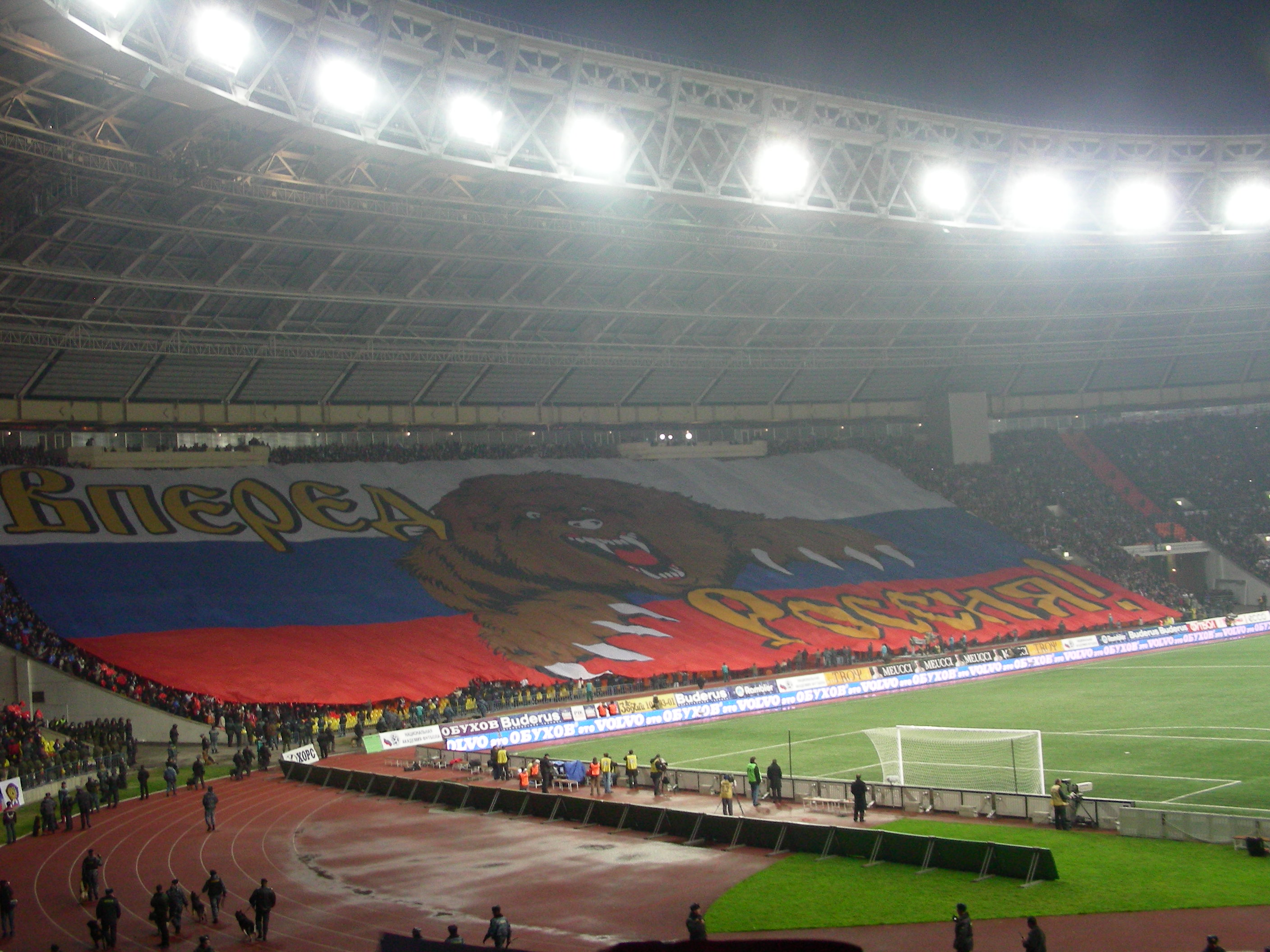
Банер на матчі збірної Росії з футболу. Стадіон Лужники. 17 жовтня 2007.

Основним законом, який регламентує заняття спортом в Росії є Федеральний закон № 329-ФЗ «Про фізичну культуру і спорт в Російській Федерації»
Згідно з цим законом
 Спорт — сфера соціально-культурної діяльності як сукупність видів спорту, що склалася у формі змагань та спеціальної практики підготовки людини до них. 
 Вид спорту — частина спорту, яка визнана згідно з вимогами цього Закону відокремленою сферою суспільних відносин, що має відповідні правила, затверджені в установленому цим Законом порядку, середовище занять, використовуваний спортивний інвентар (без обліку захисних засобів) і обладнання. 
 Визнані в Російській Федерації в установленому порядку види спорту і спортивні дисципліни включаються до Всеросійського реєстру видів спорту. Порядок визнання видів спорту, спортивних дисциплін та включення їх до Всеросійського реєстру видів спорту, порядок його ведення визначаються Урядом Російської Федерації.

Всеросійський реєстр видів спорту станом на 28.03.2008 включає 159 види спорту.
Види спорту, залежно від участі спортсменів у спортивних змаганнях, діляться на:
- Ігрові види спорту
- Спортивні єдиноборства
- Інші види спорту

Залежно від включення в програми Олімпійських ігор види спорту поділяються на:
- Олімпійські види спорту
  - Літні
  - Зимові
- Неолімпійські види спорту

Існують інші класифікації видів спорту.
Законом передбачено створення:
- Олімпійського комітету Росії
- Паралімпійського комітету Росії
- Загальноросійських, регіональних і місцевих спортивних федерацій
- Фізкультурно-спортивних організацій
- Спортивних клубів

Усередині кожного виду спорту виділяються спортивні дисципліни — частини видів спорту, що мають характерні ознаки і включає в себе один або кілька видів, програм спортивних змагань.

## Російський спорт в 2010-і
В десятиліття з 2010 по 2020 роки в Росії заплановано безліч великих міжнародних спортивних змагань, зокрема:
- 2011 — Чемпіонат світу з біатлону в Ханти-Мансійську
- 2011 — Чемпіонат світу з сучасного п'ятиборства в Москві
- 2011 — Чемпіонат світу з фігурного катання в Москві
- 2013 — Літня Універсіада в Казані
- 2013 — Чемпіонат світу з легкої атлетики в Москві
- 2014 — Зимові Олімпійські ігри в Сочі
- 2014 — Чемпіонат світу з хокею з м'ячем 2014 в Сочі, паралельно з Олімпійськими іграми[5]
- 2015 — Чемпіонат світу з водних видів спорту в Казані
- 2016 — Чемпіонат світу з хокею з шайбою в Москві і Санкт-Петербурзі
- 2017 — Кубок конфедерацій з футболу
- 2018 — Чемпіонат світу з футболу